# Deutsche Snooker-Meisterschaft 2024
Die deutsche Snooker-Meisterschaft 2024 war die insgesamt 44. Austragung der nationalen Meisterschaft der Herren in der Billardvariante Snooker. Sie fand vom 20. bis 24. November 2024 im Rahmen der deutschen Billardmeisterschaften in der Wandelhalle im hessischen Bad Wildungen statt.
Sieger wurde Umut Dikme vom 1. SC Mayen-Koblenz, der nach einer Finalniederlage 2022 erstmals den Titel gewinnen konnte. Im Endspiel siegte er mit 4:3 gegen seinen Mannschaftskollegen Simon Lichtenberg, nachdem er zuvor im Viertelfinale den Titelverteidiger Richard Wienold geschlagen hatte. Die Bronzemedaillen gewannen der Vorjahresfinalist Alexander Widau und U17-Weltmeister Christian Richter. Das mit 131 Punkten höchste Break des Turniers erzielte Loris Lehmann in seinem Gruppenspiel gegen Fabian Haken.

## Vorrunde
Die 32 Spieler wurden in 8 Gruppen eingeteilt, in denen sie im Round-Robin-Modus gegeneinander antreten. Die beiden Bestplatzierten jeder Gruppe qualifizierten sich für die Finalrunde, die im K.-o.-System ausgespielt wurde.

### Gruppe A
| Platz | Spieler           | G | V | Frames |
| ----- | ----------------- | - | - | ------ |
| 1     | Richard Wienold   | 3 | 0 | 9:1    |
| 2     | Soner Sari        | 2 | 1 | 6:5    |
| 3     | Tobias Friedrichs | 1 | 2 | 4:8    |
| 4     | Daniel Schneider  | 0 | 3 | 4:9    |

| Spiel | Spieler 1         | Ergebnis | Spieler 2         |
| ----- | ----------------- | -------- | ----------------- |
| 1     | Daniel Schneider  | 32:32    | Tobias Friedrichs |
| 2     | Richard Wienold   | 03:03    | Soner Sari        |
| 3     | Tobias Friedrichs | 31:31    | Soner Sari        |
| 4     | Richard Wienold   | 13:13    | Daniel Schneider  |
| 5     | Richard Wienold   | 03:03    | Tobias Friedrichs |
| 6     | Soner Sari        | 13:13    | Daniel Schneider  |

### Gruppe B
| Platz | Spieler          | G | V | Frames |
| ----- | ---------------- | - | - | ------ |
| 1     | Umut Dikme       | 3 | 0 | 9:2    |
| 2     | Sven-Goran Maier | 2 | 1 | 7:5    |
| 3     | Daniel Sciborski | 1 | 2 | 5:7    |
| 4     | David Aronis     | 0 | 3 | 2:9    |

| Spiel | Spieler 1        | Ergebnis | Spieler 2        |
| ----- | ---------------- | -------- | ---------------- |
| 1     | David Aronis     | 30:30    | Umut Dikme       |
| 2     | Sven-Goran Maier | 13:13    | Daniel Sciborski |
| 3     | David Aronis     | 31:31    | Daniel Sciborski |
| 4     | Umut Dikme       | 13:13    | Sven-Goran Maier |
| 5     | David Aronis     | 31:31    | Sven-Goran Maier |
| 6     | Daniel Sciborski | 31:31    | Umut Dikme       |

### Gruppe C
| Platz | Spieler         | G | V | Frames |
| ----- | --------------- | - | - | ------ |
| 1     | Alexander Widau | 3 | 0 | 9:1    |
| 2     | Marec Stachly   | 2 | 1 | 6:6    |
| 3     | Thimo Troks     | 1 | 2 | 5:6    |
| 4     | Marcel Petrick  | 0 | 3 | 2:9    |

| Spiel | Spieler 1       | Ergebnis | Spieler 2       |
| ----- | --------------- | -------- | --------------- |
| 1     | Thimo Troks     | 03:03    | Marcel Petrick  |
| 2     | Marec Stachly   | 23:23    | Marcel Petrick  |
| 3     | Thimo Troks     | 31:31    | Alexander Widau |
| 4     | Marcel Petrick  | 30:30    | Alexander Widau |
| 5     | Thimo Troks     | 31:31    | Marec Stachly   |
| 6     | Alexander Widau | 03:03    | Marec Stachly   |

### Gruppe D
| Platz | Spieler          | G | V | Frames |
| ----- | ---------------- | - | - | ------ |
| 1     | Felix Frede      | 3 | 0 | 9:3    |
| 2     | Roman Dietzel    | 2 | 1 | 8:6    |
| 3     | Jörn Hannes-Hühn | 1 | 2 | 5:7    |
| 4     | Luca Kaufmann    | 0 | 3 | 3:9    |

| Spiel | Spieler 1        | Ergebnis | Spieler 2        |
| ----- | ---------------- | -------- | ---------------- |
| 1     | Roman Dietzel    | 23:23    | Luca Kaufmann    |
| 2     | Luca Kaufmann    | 31:31    | Jörn Hannes-Hühn |
| 3     | Roman Dietzel    | 32:32    | Felix Frede      |
| 4     | Felix Frede      | 03:03    | Luca Kaufmann    |
| 5     | Roman Dietzel    | 13:13    | Jörn Hannes-Hühn |
| 6     | Jörn Hannes-Hühn | 31:31    | Felix Frede      |

### Gruppe E
| Platz | Spieler           | G | V | Frames |
| ----- | ----------------- | - | - | ------ |
| 1     | Loris Lehmann     | 3 | 0 | 9:1    |
| 2     | Ramzi Ben Ghaffar | 2 | 1 | 6:6    |
| 3     | Fabian Haken      | 1 | 2 | 5:8    |
| 4     | Robin Otto        | 0 | 3 | 4:9    |

| Spiel | Spieler 1         | Ergebnis | Spieler 2         |
| ----- | ----------------- | -------- | ----------------- |
| 1     | Ramzi Ben Ghaffar | 30:30    | Loris Lehmann     |
| 2     | Robin Otto        | 32:32    | Fabian Haken      |
| 3     | Loris Lehmann     | 03:03    | Fabian Haken      |
| 4     | Robin Otto        | 31:31    | Ramzi Ben Ghaffar |
| 5     | Robin Otto        | 31:31    | Loris Lehmann     |
| 6     | Fabian Haken      | 32:32    | Ramzi Ben Ghaffar |

### Gruppe F
| Platz | Spieler               | G | V | Frames |
| ----- | --------------------- | - | - | ------ |
| 1     | Christian Richter     | 3 | 0 | 9:2    |
| 2     | Lennart Tomei         | 2 | 1 | 6:4    |
| 3     | Danial Ghanbari Odivi | 1 | 2 | 3:8    |
| 4     | Julian Matthias       | 0 | 3 | 5:9    |

| Spiel | Spieler 1             | Ergebnis | Spieler 2             |
| ----- | --------------------- | -------- | --------------------- |
| 1     | Julian Matthias       | 31:31    | Lennart Tomei         |
| 2     | Danial Ghanbari Odivi | 30:30    | Christian Richter     |
| 3     | Julian Matthias       | 32:32    | Christian Richter     |
| 4     | Lennart Tomei         | 03:03    | Danial Ghanbari Odivi |
| 5     | Julian Matthias       | 32:32    | Danial Ghanbari Odivi |
| 6     | Christian Richter     | 03:03    | Lennart Tomei         |

### Gruppe G
| Platz | Spieler           | G | V | Frames |
| ----- | ----------------- | - | - | ------ |
| 1     | Simon Lichtenberg | 3 | 0 | 9:0    |
| 2     | Sascha Breuer     | 2 | 1 | 6:4    |
| 3     | Bernhard Schwarze | 1 | 2 | 4:6    |
| 4     | Christoph Rahn    | 0 | 3 | 0:9    |

| Spiel | Spieler 1         | Ergebnis | Spieler 2         |
| ----- | ----------------- | -------- | ----------------- |
| 1     | Sascha Breuer     | 03:03    | Christoph Rahn    |
| 2     | Bernhard Schwarze | 30:30    | Simon Lichtenberg |
| 3     | Sascha Breuer     | 13:13    | Bernhard Schwarze |
| 4     | Simon Lichtenberg | 03:03    | Christoph Rahn    |
| 5     | Sascha Breuer     | 30:30    | Simon Lichtenberg |
| 6     | Christoph Rahn    | 30:30    | Bernhard Schwarze |

### Gruppe H
| Platz | Spieler        | G | V | Frames |
| ----- | -------------- | - | - | ------ |
| 1     | Noah Kodri     | 3 | 0 | 9:2    |
| 2     | René Zeisberg  | 2 | 1 | 8:5    |
| 3     | Thomas Wilke   | 1 | 2 | 5:8    |
| 4     | Philipp Rietze | 0 | 3 | 2:9    |

| Spiel | Spieler 1      | Ergebnis | Spieler 2      |
| ----- | -------------- | -------- | -------------- |
| 1     | Noah Kodri     | 03:03    | Thomas Wilke   |
| 2     | René Zeisberg  | 03:03    | Philipp Rietze |
| 3     | Noah Kodri     | 03:03    | Philipp Rietze |
| 4     | Thomas Wilke   | 32:32    | René Zeisberg  |
| 5     | Noah Kodri     | 23:23    | René Zeisberg  |
| 6     | Philipp Rietze | 32:32    | Thomas Wilke   |

## Finalrunde
|  | Achtelfinale      | Achtelfinale |                   |                   | Viertelfinale   | Viertelfinale |  |  | Halbfinale | Halbfinale |  |  | Finale | Finale |
|  |                   |              |                   |                   |                 |               |  |  |            |            |  |  |        |        |
|  |                   |              |                   |                   |                 |               |  |  |            |            |  |  |        |        |
|  | Simon Lichtenberg | 3            |                   |                   |                 |               |  |  |            |            |  |  |        |        |
|  | Sven-Goran Maier  | 0            |                   |                   |                 |               |  |  |            |            |  |  |        |        |
|  | Sven-Goran Maier  | 0            | Simon Lichtenberg | 3                 |                 |               |  |  |            |            |  |  |        |        |
|  |                   |              | Simon Lichtenberg | 3                 |                 |               |  |  |            |            |  |  |        |        |
|  |                   |              |                   |                   | Felix Frede     | 2             |  |  |            |            |  |  |        |        |
|  | Felix Frede       | 3            |                   |                   | Felix Frede     | 2             |  |  |            |            |  |  |        |        |
|  | Felix Frede       | 3            |                   |                   |                 |               |  |  |            |            |  |  |        |        |
|  | René Zeisberg     | 0            |                   |                   |                 |               |  |  |            |            |  |  |        |        |
|  | René Zeisberg     | 0            | Simon Lichtenberg | 3                 |                 |               |  |  |            |            |  |  |        |        |
|  |                   |              | Simon Lichtenberg | 3                 |                 |               |  |  |            |            |  |  |        |        |
|  |                   |              |                   | Christian Richter | 1               |               |  |  |            |            |  |  |        |        |
|  | Christian Richter | 3            |                   | Christian Richter | 1               |               |  |  |            |            |  |  |        |        |
|  | Christian Richter | 3            |                   |                   |                 |               |  |  |            |            |  |  |        |        |
|  | Soner Sari        | 2            |                   |                   |                 |               |  |  |            |            |  |  |        |        |
|  | Soner Sari        | 2            | Christian Richter | 3                 |                 |               |  |  |            |            |  |  |        |        |
|  |                   |              | Christian Richter | 3                 |                 |               |  |  |            |            |  |  |        |        |
|  |                   |              |                   |                   | Loris Lehmann   | 0             |  |  |            |            |  |  |        |        |
|  | Loris Lehmann     | 3            |                   |                   | Loris Lehmann   | 0             |  |  |            |            |  |  |        |        |
|  | Loris Lehmann     | 3            |                   |                   |                 |               |  |  |            |            |  |  |        |        |
|  | Marec Stachly     | 1            |                   |                   |                 |               |  |  |            |            |  |  |        |        |
|  | Marec Stachly     | 1            | Simon Lichtenberg | 3                 |                 |               |  |  |            |            |  |  |        |        |
|  |                   |              | Simon Lichtenberg | 3                 |                 |               |  |  |            |            |  |  |        |        |
|  |                   |              |                   | Umut Dikme        | 4               |               |  |  |            |            |  |  |        |        |
|  | Richard Wienold   | 3            |                   | Umut Dikme        | 4               |               |  |  |            |            |  |  |        |        |
|  | Richard Wienold   | 3            |                   |                   |                 |               |  |  |            |            |  |  |        |        |
|  | Lennart Tomei     | 0            |                   |                   |                 |               |  |  |            |            |  |  |        |        |
|  | Lennart Tomei     | 0            | Richard Wienold   | 1                 |                 |               |  |  |            |            |  |  |        |        |
|  |                   |              | Richard Wienold   | 1                 |                 |               |  |  |            |            |  |  |        |        |
|  |                   |              |                   |                   | Umut Dikme      | 3             |  |  |            |            |  |  |        |        |
|  | Umut Dikme        | 3            |                   |                   | Umut Dikme      | 3             |  |  |            |            |  |  |        |        |
|  | Umut Dikme        | 3            |                   |                   |                 |               |  |  |            |            |  |  |        |        |
|  | Roman Dietzel     | 1            |                   |                   |                 |               |  |  |            |            |  |  |        |        |
|  | Roman Dietzel     | 1            | Umut Dikme        | 3                 |                 |               |  |  |            |            |  |  |        |        |
|  |                   |              | Umut Dikme        | 3                 |                 |               |  |  |            |            |  |  |        |        |
|  |                   |              |                   | Alexander Widau   | 1               |               |  |  |            |            |  |  |        |        |
|  | Noah Kodri        | 2            |                   | Alexander Widau   | 1               |               |  |  |            |            |  |  |        |        |
|  | Noah Kodri        | 2            |                   |                   |                 |               |  |  |            |            |  |  |        |        |
|  | Sascha Breuer     | 3            |                   |                   |                 |               |  |  |            |            |  |  |        |        |
|  | Sascha Breuer     | 3            | Sascha Breuer     | 0                 |                 |               |  |  |            |            |  |  |        |        |
|  |                   |              | Sascha Breuer     | 0                 |                 |               |  |  |            |            |  |  |        |        |
|  |                   |              |                   |                   | Alexander Widau | 3             |  |  |            |            |  |  |        |        |
|  | Alexander Widau   | 3            |                   |                   | Alexander Widau | 3             |  |  |            |            |  |  |        |        |
|  | Alexander Widau   | 3            |                   |                   |                 |               |  |  |            |            |  |  |        |        |
|  | Ramzi Ben Ghaffar | 2            |                   |                   |                 |               |  |  |            |            |  |  |        |        |

## Finale
| Finale: Best of 7 Frames Schiedsrichter/in: Peter Steiner Wandelhalle, Bad Wildungen, Deutschland, 24. November 2024 |                |            |
| Simon Lichtenberg | 3:4            | Umut Dikme |
| 68:36 (50), 57:1 (56), 77:46 (77), 47:59, 60:72 (56 Lichtenberg), 15:75 (75), 11:75                                  |                |            |
| 77 | Höchstes Break | 75         |
| – | Century-Breaks | –          |
| 4 | 50+-Breaks     | 1          |

## Century Breaks
Während des Turniers erzielten vier Spieler insgesamt 5 Century Breaks.
| Loris Lehmann     | 131      |
| Alexander Widau   | 112, 102 |
| Simon Lichtenberg | 103      |
| Julian Matthias   | 101      |